# Peter Hansen (løber)
 Der er flere personer med dette navn, se Peter Hansen.
Peter Hansen er en tidligere dansk atlet. Han var medlem af Københavns IF.

## Danske mesterskaber
- Bronze 1920 10000 meter 33:54.?